# 布尔嘎错
布尔嘎错（藏語：བུར་ཀ་མཚོ，威利转写：bur ka mtsho，THL：Burka Tso），位于中国西藏自治区阿里地区改则县境内，地处改则县中部。湖面海拔4605米，面积12.6平方公里。湖区气候干寒，年均气温-4℃，年降水量100毫米左右。湖水主要靠泉水补给，集水区面积980.4平方公里。湖水中富含钾资源。